# Talamantes
Talamantes es un municipio y localidad española de la provincia de Zaragoza, en la comunidad autónoma de Aragón. Ubicado en la comarca del Campo de Borja, tiene una población de 82 habitantes (INE 2024).

## Geografía
Está situada a 83 km de Zaragoza, a 24 km de Borja capital de la comarca y está a una altitud de 924 m en la confluencia de los barrancos de Valdeherrera y Valdetreviño.
Su término municipal tiene un área de 47,06 km², limita con los términos municipales de Ambel al norte, Tabuenca al este, al sur con los pueblos de Calcena y Trasobares en la comarca del Aranda, y al oeste con Añon de Moncayo en la Comarca de Tarazona y el Moncayo; y parte del término está ocupado por el parque natural del Moncayo.
Desde Bulbuente llega la carretera Z-370 que termina al entrar en Ambel y comienza la Z-371 que acaba en Talamantes, estas dos carreteras fueron construidas en 1894 ya que en un principio la carretera unía Talamantes con Bulbuente. Hay una pista asfaltada en la entrada del pueblo que lo une con los pueblos de Añon de Moncayo y Alcalá de Moncayo. A nivel de senderos el más importante que pasa es el GR-90.

## Historia
Hacia mediados del siglo XIX, el lugar contaba con una población de 360 habitantes. La localidad aparece descrita en el decimocuarto volumen del Diccionario geográfico-estadístico-histórico de España y sus posesiones de Ultramar de Pascual Madoz de la siguiente manera:

TALAMANTES: l. con ayunt. de la prov., y aud. terr. de Zaragoza (13 leg.) , c. g. de Aragón, part. jud. de Borja (2 1/2), dióc. de Tarazona (2): sit. en un profundo barranco que forman los montes llamados la Tonda y Peña Herrera, de modo que está muy abrigado de los vientos; su clima es sano. Tiene 90 casas inclusas las del ayunt. y cárcel; escuela de niños poco dotada; igl. parr. (San Pedro) cuyo curato lo proveia la religion de San Juan; una ermita titulada San Miguel, y un cementerio: los vec. se surten de agua de algunas fuentes. Confina el térm. N. con los de Ambel y Añon; E. Tabuenca y Trasobares; S. Calcena. y O. Añon; su estension de unos á otros confines es de 3 horas. El terreno es montuoso, siendo lo mas elevado una cord. que toma principio en el Moncayo, y desciende hasta la ribera de Jalon, dejando el pueblo á su izq., junto al que sobre la misma cordillera sobresale un monte mayor llamado la Tonda: en la hondura ó barranco hay una buena porcion de tierra que se riega con las fuentes. Los caminos son locales y de herradura. prod.: trigo, centeno, cebada, miel, garbanzos y judias; mantiene ganado lanar y de cerda, y abundante caza de ciervos, perdices, conejos y algunos lobos. ind.: la agrícola, y un molino harinero, ocupándose algunos vec. en hacer carbón. pobl.. 76 vec, 360 almas. cap. prod.: 1.050,000 rs. imp.: 64,200. contr.: 13,719.
(Madoz, 1849, p. 564)

## Demografía
Talamantes cuenta con una población de 82 habitantes (INE 2024).
| Gráfica de evolución demográfica de Talamantes entre 1842 y 2021                                                    |
| |
| Población de derecho según los censos de población del INE Población de hecho según los censos de población del INE |

## Administración y política
| Período   | Alcalde                         | Partido |  |
| --------- | ------------------------------- | ------- |  |
| 1979-1983 | Marcelino Miguel Romanos Millán | UCD     |  |
| 1983-1987 | Marcelino Miguel Romanos Millán | PAR     |  |
| 1987-1991 | Marcelino Miguel Romanos Millán | PAR     |  |
| 1991-1995 | Marcelino Miguel Romanos Millán | PAR     |  |
| 1995-1999 | Antonio Aína Calahorra          | PAR     |  |
| 1999-2003 | Antonio Aína Calahorra          | PAR     |  |
| 2003-2007 | Francisco Javier Ibáñez Rubio   | PP      |  |
| 2007-2011 | José Manuel Jiménez Arellano    | PP      |  |
| 2011-2015 | José Manuel Jiménez Arellano    | PP      |  |
| 2015-2019 | José Manuel Jiménez Arellano    | PP      |  |
| 2019-2023 | José Julián Domínguez Ibáñez    | PSOE    |  |

| Partido político    | Partido político                                                    | 1979   | 1983   | 1987   | 1991   | 1995   | 1999   | 2003   | 2007   | 2011   | 2015   | 2019   |
| Partido político    | Partido político                                                    | Ediles | Ediles | Ediles | Ediles | Ediles | Ediles | Ediles | Ediles | Ediles | Ediles | Ediles |
|                     | Partido de los Socialistas de Aragón (PSOE-Aragón)                  | —      | —      | —      | 0      | 0      | —      | 0      | 0      | 0      | 0      | 2      |
|                     | Ciudadanos (CS)                                                     | —      | —      | —      | —      | —      | —      | —      | —      | —      | —      | 1      |
|                     | Partido Popular de Aragón (PP)                                      | —      | —      | —      | —      | 0      | 0      | 1      | 1      | 3      | 3      | 0      |
|                     | Podemos-Equo                                                        | —      | —      | —      | —      | —      | —      | —      | —      | —      | —      | 0      |
|                     | Chunta Aragonesista (CHA)                                           | —      | —      | —      | —      | —      | —      | —      | 0      | —      | 0      | —      |
|                     | Partido Aragonés (PAR)                                              | —      | 5      | 1      | 1      | 1      | 1      | 0      | 0      | —      | —      | —      |
|                     | Unión de Centro Democrático (UCD)-Centro Democrático y Social (CDS) | 5      | 0      | —      | —      | —      | —      | —      | —      | —      | —      | —      |
|                     | Organización Revolucionaria de Trabajadores (ORT)                   | 0      | —      | —      | —      | —      | —      | —      | —      | —      | —      | —      |
| Total de concejales | Total de concejales                                                 | 5      | 5      | 1      | 1      | 1      | 1      | 1      | 1      | 3      | 3      | 3      |

## Cultura

### Patrimonio

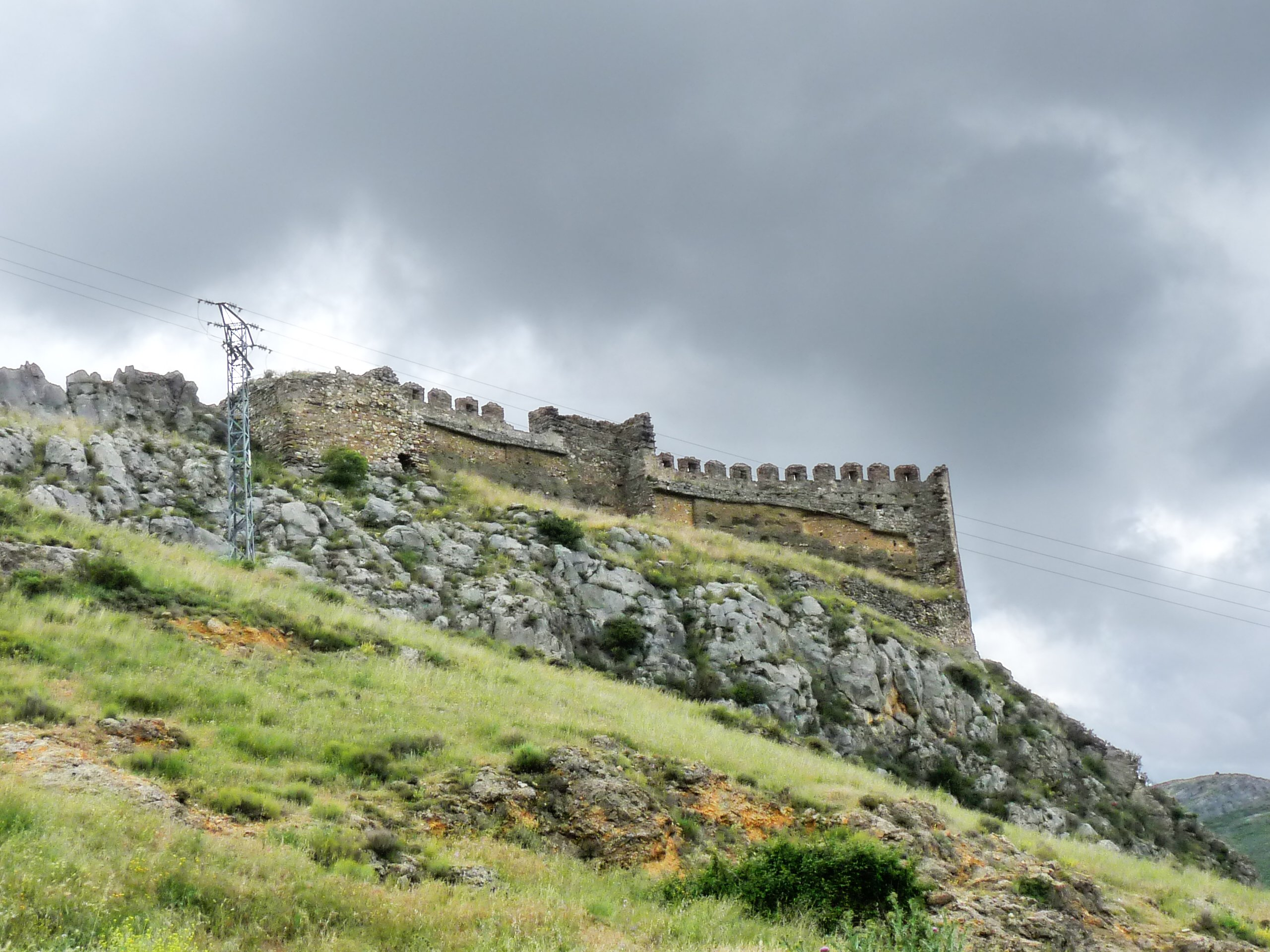
Castillo de Talamantes

- Restos del castillo de Talamantes en el monte de Silla.
- Iglesia parroquial de San Pedro Apóstol (siglo XVI).
- Ermita de San Miguel (siglos XII al XIII).
- Puentes medievales de Valdetreviño.
- Zona de interés ecológico.
- Vista panorámica de las Peñas de Herrera.

### Fiestas
- Romería a la Virgen de Constantín, en Purujosa 22 de mayo
- San Miguel, 29 de septiembre
- Semana cultural, 2ª semana de agosto